# Enicospilus rogus
Enicospilus rogus là một loài tò vò trong họ Ichneumonidae.